# Eliahu Eilat
Eliahu Elath (hebraico: אליהו אילת), nascido Epstein (16 de julho de 1903–21 de junho de 1990) foi um diplomata e orientalista de Israel. Em 1948 tornou-se no primeiro embaixador de Israel nos Estados Unidos, e entre 1950 e 1959, foi embaixador no Reino Unido.